# Hjalmar Olsson (bankman)
Nils Olof Hjalmar Olsson, född 12 november 1886 i Undersåker i Jämtlands län, död 9 maj 1966 i Råsunda församling i Stockholm, var en svensk bankdirektör och målare.
Han var son till fanjunkaren Jöns Olsson och Agnes Ersson och från 1918 gift med Ragna Ewerth. Efter studentexamen i Östersund 1906 anställdes han vid riksbanken och utnämndes till riksbanksdirektör i Luleå 1940. Han studerade konst för Caleb Althin och Carl Wilhelmson 1911–1912 efter ett längre studieuppehåll studerade han vid Hovedskous målarskola i Göteborg 1950 och Académie de la Grande Chaumière i Paris 1952–1953 samt för konstnärerna Lennart Rodhe, Pierre Olofsson och Arne Cassel. Separat debuterade han med en utställning i Östersund 1915 som senare följdes upp med separatutställningar i Umeå och Luleå. Han medverkade i samlingsutställningar med Sveriges allmänna konstförening och i ett flertal Norrländska samlingsutställningar. Hans konst består huvudsakligen av naturalistiskt utförda landskapsmålningar med motiv från Lofoten, Västkusten och Norrland. 